# Saint-Germain-de-Confolens
Saint-Germain-de-Confolens (limousinisch Sent German) ist ein Ort und eine ehemalige Gemeinde mit zuletzt 84 Einwohnern (Stand 1. Januar 2013) im westfranzösischen Département Charente in der Region Nouvelle-Aquitaine (vor 2016 Poitou-Charentes). Saint-Germain-de-Confolens ist ein Ortsteil der Gemeinde Confolens. Die Einwohner werden Saint-Germainotis genannt.
Saint-Germain-de-Confolens wurde am 1. Januar 2016 nach Confolens eingemeindet.
Saint-Germain-de-Confolens liegt an der Vienne, in die hier die Issoire mündet.

## Bevölkerungsentwicklung der ehemaligen Gemeinde
| Jahr                      | 1962 | 1968 | 1975 | 1982 | 1990 | 1999 | 2006 | 2013 |
| Einwohner                 | 258  | 240  | 165  | 128  | 109  | 98   | 101  | 84   |
| Quelle: Cassini und INSEE |      |      |      |      |      |      |      |      |

## Sehenswürdigkeiten
- Dolmen de la Madeleine (Lessac)
- Kirche Saint-Vincent aus dem 12. Jahrhundert, seit 1973 Monument historique
- Burgruine von Saint-Germain aus dem 12. Jahrhundert
- mittelalterliche Brücke von Sainte-Radegonde nach Saint-Germain aus dem 14. Jahrhundert

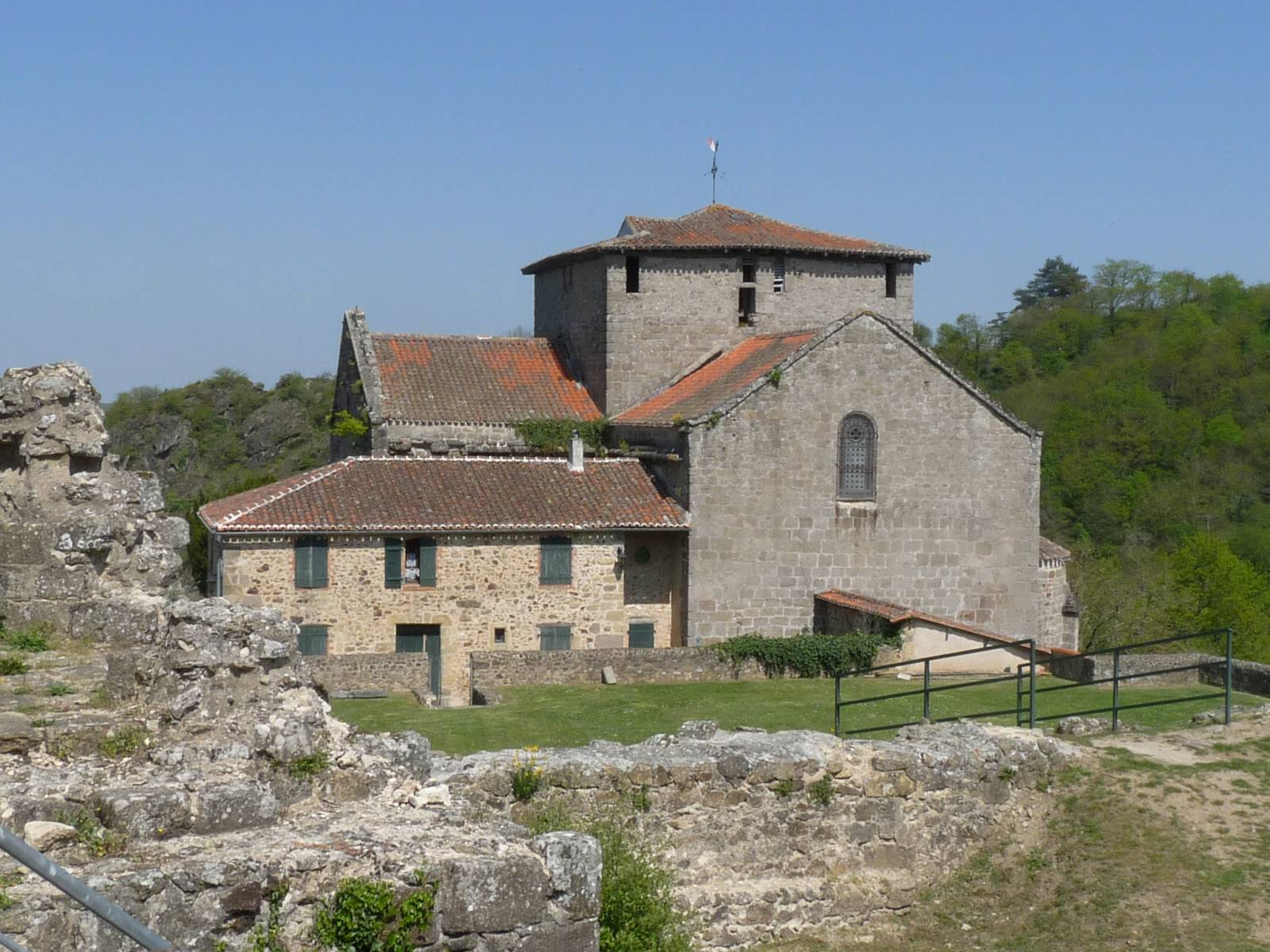
Kirche Saint-Vincent
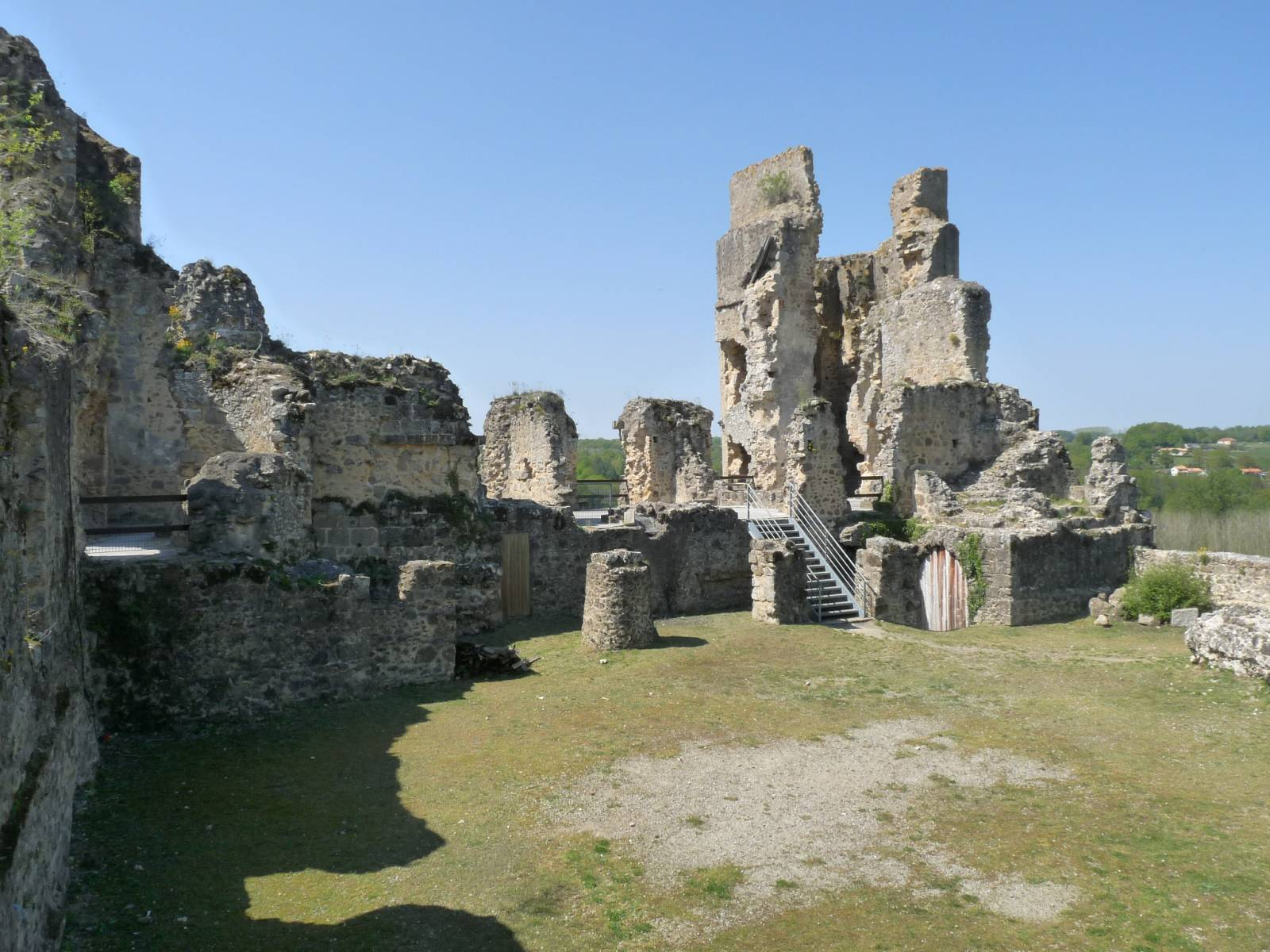
Burgruine
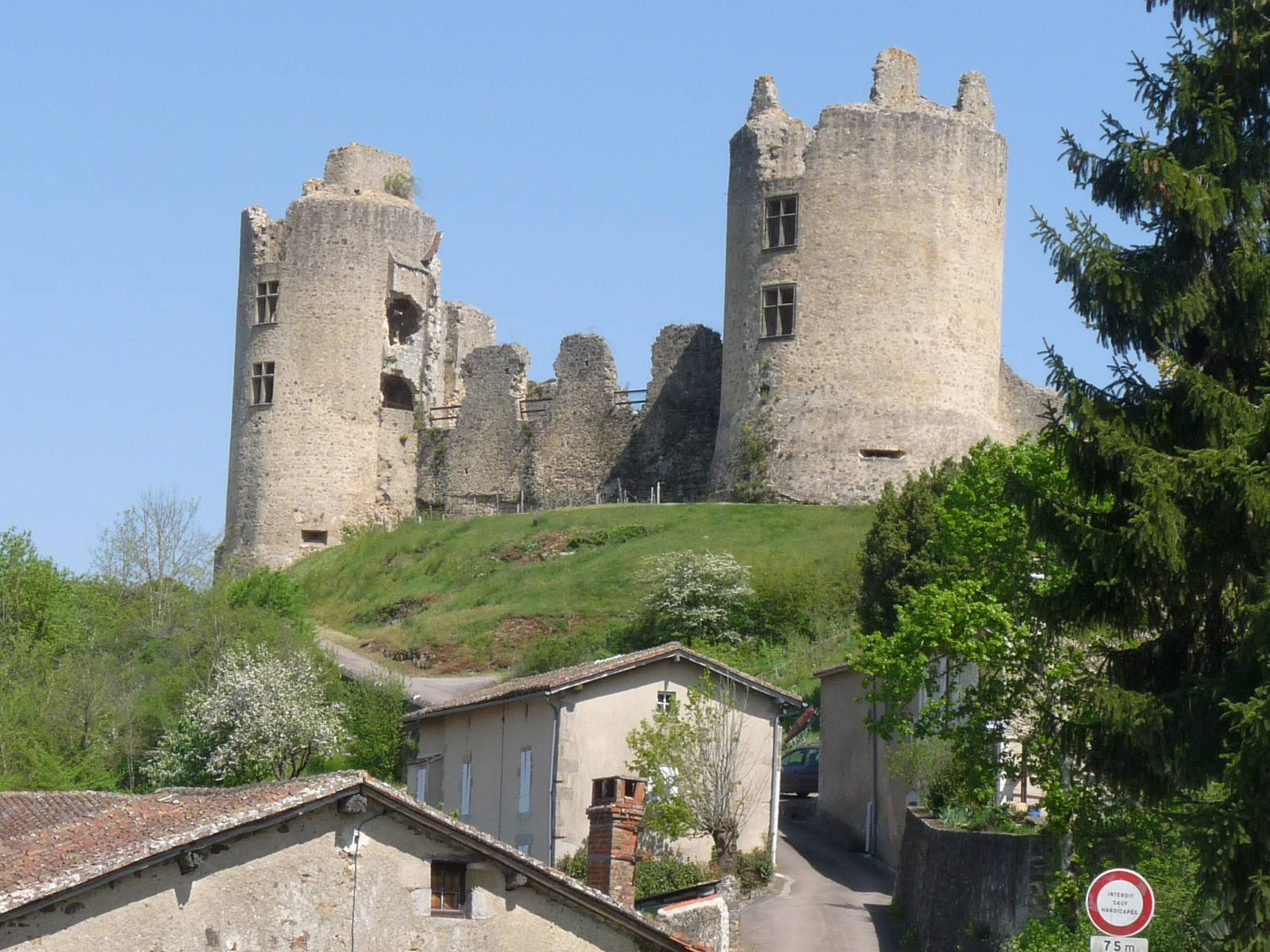
Burgruine
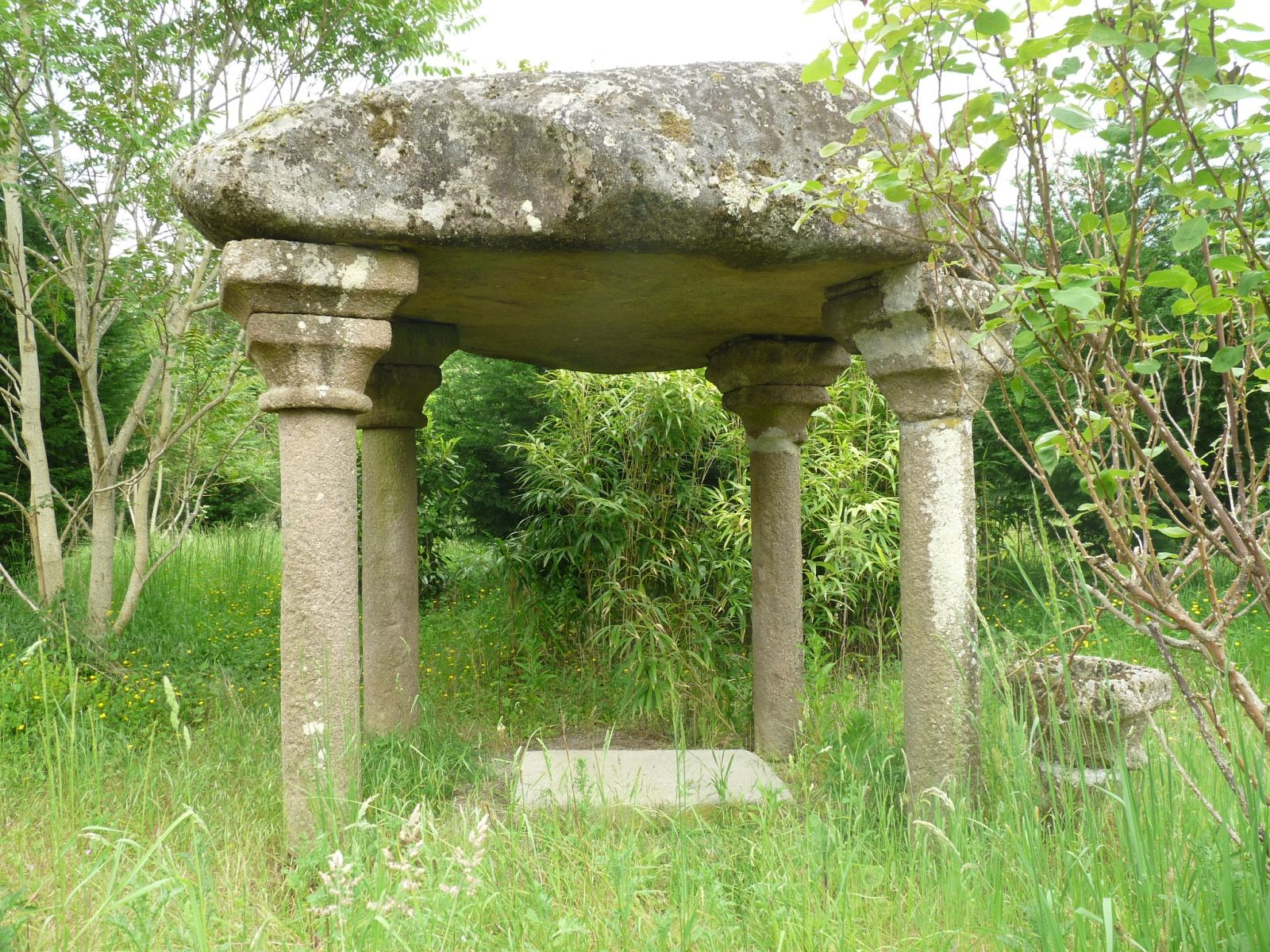
Dolmen de la Madeleine